# Libějovice
Libějovice är en ort i Tjeckien.   Den ligger i regionen Södra Böhmen, i den centrala delen av landet, 110 km söder om huvudstaden Prag. Libějovice ligger 434 meter över havet och antalet invånare är 463.
Terrängen runt Libějovice är huvudsakligen platt, men åt nordväst är den kuperad. Runt Libějovice är det ganska glesbefolkat, med 24 invånare per kvadratkilometer. Närmaste större samhälle är Vodňany, 4,0 km norr om Libějovice. Trakten runt Libějovice består till största delen av jordbruksmark.